# Seznam dílů seriálu V (2009)
Toto je seznam dílů seriálu V. Americké sci-fi drama V vysílala americká stanice ABC. 

## Přehled řad
| Řada | Díly | Premiéra v USA    | Premiéra v USA  | Premiéra v ČR  | Premiéra v ČR      |
| Řada | Díly | První díl         | Poslední díl    | První díl      | Poslední díl       |
| ---- | ---- | ----------------- | --------------- | -------------- | ------------------ |
| 1    | 12   | 3. listopadu 2009 | 18. května 2010 | 23. srpna 2013 | 19. září 2013      |
| 2    | 10   | 4. ledna 2011     | 15. března 2011 | 23. října 2013 | 13. listopadu 2013 |

## Seznam dílů

### První řada (2009–2010)
| Č. v seriálu | Č. v řadě | Původní název              | Český název          | Režie                 | Scénář                                                     | Premiéra v USA     | Premiéra v ČR  |
| ------------ | --------- | -------------------------- | -------------------- | --------------------- | ---------------------------------------------------------- | ------------------ | -------------- |
| 1            | 1         | Pilot                      | Začátek              | Yves Simoneau         | námět: Kenneth Johnson a Scott Peters scénář: Scott Peters | 3. listopadu 2009  | 23. srpna 2013 |
| 2            | 2         | There Is No Normal Anymore | Normální už není nic | Yves Simoneau         | Scott Peters a Sam Egan                                    | 10. listopadu 2009 | 28. srpna 2013 |
| 3            | 3         | A Bright New Day           | Zářivý nový den      | Frederick E. O. Toye  | Diego Gutierrez a Christine Roum                           | 17. listopadu 2009 | 29. srpna 2013 |
| 4            | 4         | It's Only the Beginning    | To je jen začátek    | Yves Simoneau         | Cameron Litvack a Angela Russo Otstot                      | 24. listopadu 2009 | 30. srpna 2013 |
| 5            | 5         | Welcome to the War         | Vítej ve válce       | Yves Simoneau         | Scott Rosenbaum                                            | 30. března 2010    | 4. září 2013   |
| 6            | 6         | Pound of Flesh             | John May žije        | Dean White            | Charles Murray a Natalie Chaidez                           | 6. dubna 2010      | 5. září 2013   |
| 7            | 7         | John May                   | Už žádné lži         | Jonathan Frakes       | Gregg Hurwitz                                              | 13. dubna 2010     | 6. září 2013   |
| 8            | 8         | We Can't Win               | Nemůžeme vyhrát      | David Barrett         | Christine Roum a Cameron Litvack                           | 20. dubna 2010     | 11. září 2013  |
| 9            | 9         | Heretic's Fork             | Kacířova vidlička    | Frederick E. O. Toye  | John Wirth a Angela Russo Otstot                           | 27. dubna 2010     | 12. září 2013  |
| 10           | 10        | Hearts and Minds           | Odvaha a svědomí     | Bobby Roth            | Gregg Hurwitz                                              | 4. května 2010     | 13. září 2013  |
| 11           | 11        | Fruition                   | Odlétáme             | Bryan Spicer          | John Wirth a Natalie Chaidez                               | 11. května 2010    | 18. září 2013  |
| 12           | 12        | Red Sky                    | Pomsta               | Robert Duncan McNeill | Scott Rosenbaum a Gregg Hurwitz                            | 18. května 2010    | 19. září 2013  |

### Druhá řada (2011)
| Č. v seriálu | Č. v řadě | Původní název         | Český název         | Režie          | Scénář                          | Premiéra v USA  | Premiéra v ČR      |
| ------------ | --------- | --------------------- | ------------------- | -------------- | ------------------------------- | --------------- | ------------------ |
| 13           | 1         | Red Rain              | Rudý déšť           | Bryan Spicer   | Scott Rosenbaum a Gregg Hurwitz | 4. ledna 2011   | 23. října 2013     |
| 14           | 2         | Serpent's Tooth       | Ještěří zub         | Steve Shill    | Gregg Hurwitz                   | 11. ledna 2011  | 24. října 2013     |
| 15           | 3         | Laid Bare             | Na dřeň             | David Barrett  | Gwendolyn M. Parker             | 18. ledna 2011  | 25. října 2013     |
| 16           | 4         | Unholy Alliance       | Nesvatá aliance     | Dean White     | Rockne S. O'Bannon              | 1. února 2011   | 30. října 2013     |
| 17           | 5         | Concordia             | Concordia           | Jesse Warn     | David Rambo                     | 8. února 2011   | 31. října 2013     |
| 18           | 6         | Siege                 | V obležení          | John Behring   | Dean Widenmann                  | 15. února 2011  | 1. listopadu 2013  |
| 19           | 7         | Birth Pangs           | Urychlený vývoj     | David Barrett  | Cathryn Humphris                | 22. února 2011  | 6. listopadu 2013  |
| 20           | 8         | Uneasy Lies the Head  | Neúspěšný pokus     | Jeff Woolnough | Cameron Litvack a Gregg Hurwitz | 1. března 2011  | 7. listopadu 2013  |
| 21           | 9         | Devil in a Blue Dress | Ďábel v modrém hávu | Ralph Hemecker | Hans Tobeason                   | 8. března 2011  | 8. listopadu 2013  |
| 22           | 10        | Mother's Day          | Den matek           | Bryan Spicer   | Scott Rosenbaum a Gregg Hurwitz | 15. března 2011 | 13. listopadu 2013 |